# 정구왕
정구왕(鄭丘旺, 1954년 3월 26일 ~ )은 삼성 라이온즈의 1982년도 원년 선수이며 같은 해 말 지명한 장효조 홍승규 황병일의 입단으로  외야수 자리가 포화 상태가 되어버리자  현금 트레이드를 통해 선수가 부족한 삼미 슈퍼스타즈로 다음 해(1983년)  1월 10일  옮겼고 주장으로 활약하기도 했다.
한편, 전 삼성 코치,삼성 라이온즈 선수였던 황규봉 초등학교(성주) 동창이며  중학교(성주중)도 같이 갔지만 두 선수(정구왕 황규봉) 모두 선수 부족 탓인지 대구 경상중학교로 전학을 가는 과정에서 1년을 유급했다.

## 출신학교
- 성주초등학교
- 경상중학교
- 경북고등학교
- 중앙대학교

## 등번호
- 한국화장품 (실업) : 17
- 삼성 라이온즈 : 8 (1982년)
- 삼미 슈퍼스타즈 : 17 (1983년 ~ 1985년 시즌 중)
- 청보 핀토스 : 17 (1985년 시즌 중 ~ 1985년), 9 (1986년)